# Wilhelm Ebersbach
Christian Wilhelm Friedrich Ludwig Ebersbach (* 3. April 1824 in Sachsenhausen; † 5. September 1891 ebenda) war ein deutscher Ökonom und Politiker.
Ebersbach war der Sohn des Bürgermeisters und Landwirts Johannes Christian Ebersbach und dessen Ehefrau Caroline geborene Döhne. Er heiratete am 23. September 1855 in Sachsenhausen Elise Maria Henriette Emilie Grebe (1833–1872) aus Vasbeck. Ebersbach war Ökonom in Sachsenhausen. 1867 bis 1882 war er dort auch Bürgermeister. Von 1869 bis 1887 gehörte er für den Wahlbezirk Kreis der Eder dem Landtag des Fürstentums Waldeck-Pyrmont an.